# Travis Fine
Travis Lane Fine (Atlanta, 26 giugno 1968) è un attore, sceneggiatore e regista statunitense.

## Filmografia

### Attore

#### Cinema
- La bambola assassina 3 (Child's Play 3), regia di Jack Bender (1991)
- Una banda di scoppiati (The Others), regia di Travis Fine (1997)
- La sottile linea rossa (The Thin Red Line), regia di Terrence Malick (1998)
- Ragazze interrotte (Girl, Interrupted), regia di James Mangold (1999)
- We Married Margo, regia di J.D. Shapiro (2000)
- Jack the Dog, regia di Bobby Roth (2001)
- I gattoni (Tomcats), regia di Gregory Poirier (2001)
- The Space Between, regia di Travis Fine (2010)

#### Televisione
- A Time for Miracles, regia di Michael O'Herlihy – film TV (1980)
- New York New York (Cagney & Lacey) – serie TV, episodio 7x02 (1987)
- TV 101 – serie TV, episodio 1x02 (1988)
- I ragazzi della prateria (The Young Riders) – serie TV, 51 episodi (1989-1991)
- Cruel Doubt, regia di Yves Simoneau – film TV (1992)
- In viaggio nel tempo (Quantum Leap) – serie TV, episodi 5x08-5x09 (1992)
- 36 ore di paura (They've Taken Our Children: The Chowchilla Kidnapping), regia di Vern Gillum – film TV (1993)
- Menendez: A Killing in Beverly Hills, regia di Larry Elikann – film TV (1994)
- My Antonia, regia di Joseph Sargent – film TV (1995)
- Naomi & Wynonna: Love Can Build a Bridge, regia di Bobby Roth – film TV (1995)
- JAG - Avvocati in divisa (JAG) – serie TV, episodi 1x03-2x04 (1995-1997)
- Lazarus Man (The Lazarus Man) – serie TV, episodio 1x07 (1996)
- Jarod il camaleonte (The Pretender) – serie TV, episodio 2x04 (1997)
- Profiler - Intuizioni mortali (Profiler) – serie TV, episodio 2x09 (1998)
- Mr. Chapel (Vengeance Unlimited) – serie TV, episodio 1x08 (1998)
- Shake, Rattle and Roll: An American Love Story, regia di Mike Robe – film TV (1999)
- Lessons Learned, regia di Patrick Sheane Duncan – film TV (2000)
- The President's Man, regia di Eric Norris e Michael Preece – film TV (2000)
- In tribunale con Lynn (Family Law) – serie TV, episodi 1x17-2x22-2x24 (2000-2001)
- CSI - Scena del crimine (CSI: Crime Scene Investigation) – serie TV, episodio 1x11 (2001)

### Regista e sceneggiatore
- Una banda di scoppiati (The Others) (1997)
- The Space Between (2010)
- Any Day Now (2012)
- Two Eyes (2020)

## Doppiatori italiani
- Francesco Bulckaen in Jarod il camaleonte
- Riccardo Rossi in La bambola assassina 3